# San Pietro Irpino
San Pietro Irpino è una frazione del comune di Chianche, in provincia di Avellino. Fu comune autonomo fino al 1927. Fino al 1907 era denominato San Pietro Indelicato.
A San Pietro vivono circa 45 abitanti, l'altitudine dal livello del mare oscilla dai 380 ai 470 metri s.l.m.
È sede della chiesa di san Pietro Apostolo, costruita nel 1721 e consacrata nello stesso anno dall'Arcivescovo e Cardinale Francesco Vincenzo Maria Orsini, come evidenziato da una lapide interna ad essa, e più volte rimaneggiata, l'ultima volta nel 1997 con il rifacimento del pavimento e dell'altare.
Il santo patrono è san Pietro, che si festeggia il 29 giugno.
Nella frazione ha luogo, a cadenza annuale, la sagra degli asparagi selvatici.